# Makunufushi
Makunufushi is een van de onbewoonde eilanden van het Kaafu-atol behorende tot de Maldiven.